# Claude de Rohan-Gié
Claude de Rohan-Gié, dame de Thoury, est l'une des nombreuses et dernières maîtresses du roi François Ier. Elle naît en 1519 et meurt en 1579.

## Famille
Fille de Charles de Rohan-Gié, compagnon d'armes du roi à Marignan, et de Jeanne de San-Severin (Sanseverino, famille milanaise) elle est issue de la grande Maison de Rohan. Son grand-père Pierre de Rohan, cadet de la branche cadette Rohan-Guéméné, s'était mis très jeune au service du roi Louis XI qui le nomma maréchal et lui restitua une terre en Champagne : Gié (ou Gyé). De ce fait Rohan-Gié avait pris le parti de la réunification de la Bretagne à la France, qui devient définitive avec le mariage de Claude de France duchesse de Bretagne, fille de Louis XII et de la duchesse Anne, avec François d'Angoulême, futur roi François Ier. Pierre de Rohan-Gié a été un acteur décisif de ce mariage en s'opposant aux manœuvres de la reine-duchesse Anne qui tentait de s'y opposer pour sauvegarder l'indépendance de la Bretagne.

## Biographie
François Ier la fera comtesse de Thoury[réf. nécessaire] qui est le nom d'une châtellenie de son premier mari épousé en 1537 :  
- 1o Claude de Beauvilliers (sans postérité), sire de Thoury par son père et comte de Saint-Aignan par sa mère née Louise de Husson-Tonnerre (des comtes de Tonnerre : descendant, comme les comtes de Nevers, des Donzy sires de Saint-Aignan et de Selles). Le roi aurait fait surtout construire les extensions du célèbre château de Chambord en 1540, afin de se rapprocher peut-être de la comtesse, qui épouse en secondes noces :
- 2o Julien de Clermont (avec postérité : cf. Thoury), frère d'Antoine de Clermont-Tonnerre (le bâtisseur du château d'Ancy-le-Franc élevé en 1541 par Serlio, que le roi a appelé en France pour reconstruire le Louvre), frère également de Louise de Clermont, comtesse de Tonnerre (les Clermont-Tonnerre descendent des Husson-Tonnerre ci-dessus ; les trois frères et sœur Julien, Antoine et Louise de Clermont-Tonnerre sont les enfants de Bernardin de Clermont et d'Anne de Husson-Tonnerre, et les neveux de Louise de Husson-St-Aignan citée plus haut), épouse de François du Bellay, puis d'Antoine de Crussol duc d'Uzès, qui obtient de Serlio des plans pentagonaux pour le château de Maulnes, au même moment. Ancy-le-Franc et Maulnes sont situés sur le comté de Tonnerre, en Bourgogne, maintenant dans l'Yonne.

Ce clan Rohan - Husson - Beauvilliers - Clermont - Poitiers, avec notre Claude de Rohan jeune maîtresse de François Ier, son beau-frère Antoine de Clermont favori d'Henri II car beau-frère de Diane de Poitiers, et enfin sa belle-sœur Louise de Clermont, amie intime de la reine Catherine de Médicis et ancienne gouvernante du futur Charles IX… ce clan  va monopoliser une grande partie de la faveur royale pendant quatre règnes, de 1537 à 1574 (mort de Charles IX), et tous ses membres vont être très actifs dans le domaine de l'architecture.
Alors que François Ier agglomère les terres (bois et marais) de Thoury au domaine royal de Chambord, après échange avec René de Beauvilliers-Thoury, beau-frère de Claude de Rohan-Gié, qui succède à son frère Claude de Beauvilliers-Thoury mort fin 1539, Claude de Rohan-Gié et son second époux Julien de Clermont baron de Thoury, seront propriétaires du château de Muides-sur-Loire, limitrophe du domaine de Chambord : ils sont même réputés avoir fait démolir par « leurs gens » un pan du mur de Chambord, parce que François Ier avait compris dans l'enceinte du parc du château une portion de leur domaine.

## Sources et bibliographie
- Alain Oudin, La vraie histoire du château de Maulnes qui comprend celle de Chambord, 200 pages, novembre 2008, [lire en ligne] ;
- Jean-François-Paul de Gondi de Retz, Mémoires de la société, des sciences et des belles lettres de la ville de Blois, tome V, 1856 ;
- Philippe Le Bas, Dictionnaire encyclopédique de l'histoire de France, tome IV, 1841
- Georges Touchard-Lafosse, La Loire historique, pittoresque et biographique, tome III, 1858 ;
- Alfred-Auguste Cuvillier, Voyages et voyageurs, (1837-1854)
- Illustration par Clouet, XVIe siècle, (Musée du Louvre)